# دوميترو رادو
دوميترو رادو (بالرومانية: Dumitru Radu)‏ هو لاعب كرة قدم مولدوفي في مركز حراسة المرمى، ولد في 3 مارس 1988 في Ceadîr-Lunga ‏ في مولدوفا. لعب مع نادي ساكسان.

## وصلات خارجية
- دوميترو رادو على موقع قاعدة بيانات كرة القدم.إي يو (الإنجليزية)
- دوميترو رادو على موقع Soccerway.com (الإنجليزية)